# Cratere Yelapa
Yelapa è un cratere sulla superficie di Marte.